# 原味的夏天
《原味的夏天》是2003年台灣偶像劇，由邱澤、楊丞琳、楊千霈以及資深藝人午馬領銜主演，全劇環繞在澎湖險礁嶼拍攝，播出後劇中場景在當地也成為熱門景點。

## 故事大綱
在「比基尼島」經營民宿為生的夏英雄，與孫子夏日和夏恩一起等著女兒回到島上團聚，而夏日和島上的年輕人盼盼、小莎、阿德、阿透、阿KEN從小一起長大，建立了深厚的情誼。
在這片碧海藍天、陽光沙灘的美麗小島上，從都市來的雜誌編輯品卉與神秘企業家二代嘉駿的到訪，會為這群年輕的靈魂帶來什麼樣的變化？

## 主要人物
| 演員   | 角色           | 人物簡介 |
| 邱澤   | 夏日（阿日）   | 夏英雄的孫子、夏恩的哥哥、曾靜芬的兒子。 人如其名，像太陽一樣善良溫暖，易衝動但又富有正義感。在島上與爺爺經營民宿，和弟弟一起等待媽媽回家團圓。對愛情懵懵懂懂、一無所知，品卉的出現讓他以為這就是真正的愛情，沒想到落得一場空，卻也讓他徹底思考長大，對愛情有了真正的認識，也因此在盼盼離開的前夕才發現盼盼才是一直以來守護在他身邊的真愛。 |
| 楊丞琳 | 楊盼盼         | 楊鐵生的妹妹。 單純直率、善良天真，沒有一般女孩的扭捏，顯得大方外向，愛看愛情小說，具有藝術家氣質的創造力，喜歡發明一些古怪的東西。從小在島上成長，與小莎一起經營海邊的涼水攤。與阿日、小恩青梅竹馬，暗戀阿日卻始終不敢表白。品卉的出現讓盼盼以為阿日永遠不可能喜歡自己，所以沒有拒絕嘉駿的追求，甚至答應要與嘉駿一起到都市生活。           |
| 楊千霈 | 梁品卉         | 都市來的旅遊雜誌編輯，積極主動、自信外向，是所有男生目光的聚集之處。為了出差以及治療因情變而受傷的心來到小島，亮麗的外表與大方的談吐深深吸引著阿日，兩人因而在島上短暫交往。最後品卉的男友追到島上，使得阿日的初戀就這樣無疾而終。 |
| 張朝閔 | 吳嘉駿         | 企業家第二代，從小就出國留學，被家人寄予厚望。來到島上本是為了商業目的，卻認識了讓他心動的女孩盼盼，不希望盼盼與她的朋友生活的小島遭受商業破壞而極力與父親徵求企畫中斷，但在發現盼盼心中只有阿日、而阿日也決定努力留下盼盼後勃然大怒，決定不計一切手段也要將小島買下，好把盼盼留在他的身邊。                                                |
| 午馬   | 夏英雄         | 夏日、夏恩的爺爺、民宿「8厘米蔚藍」的所有者。 年輕時跑船維生，有段年少輕狂的過去，退休後回到小島經營民宿，與孫子一起等待媳婦回家。個性爽朗海派、沒有老年人的古板思維，而能與島上一竿年輕人打成一片。因經營民宿面臨財務困境，必須開始販賣水上摩托車等器材。                                                                                  |
| 沈建宏 | 夏恩（小恩）   | 夏英雄的孫子、夏日的弟弟、曾靜芬的兒子。 天性單純，雖然年紀很小時媽媽就離家，但在哥哥姊姊和爺爺的疼愛下依然快樂的成長著。因為盼盼給他的感覺很像母親所以很喜歡盼盼，打從一開始就覺得嘉駿來意不善而對他沒有好感，得知盼盼要跟嘉駿離開小島後更是傷心不已。                                                                                     |
| 林涵   | 林麗莎（小莎） | 盼盼的好友。與盼盼一起在島上經營涼水攤，個性大剌剌但心思細膩體貼。知道阿透跟阿德都喜歡自己甚至大打出手後而頭痛不已。 |
| 歐定興 | 楊鐵生（小鐵） | 盼盼的哥哥。身為這一群年輕人當中最年長的，想法較成熟，也很會照顧弟弟妹妹，由其是親妹妹盼盼。 |
| 陳承祥 | 阿透           | 個性衝動浮躁，喜歡小莎。 |
| 林育德 | 阿德           | 被好友們稱為「兩光阿德」，思考天馬行空卻又慢半拍，但善良樸實。喜歡小莎。 |
| 楊世豪 | 阿KEN          | 放棄都市裡電腦工程師的工作，來到島上一起經營民宿。 |
| 陳顯政 | 郵差           | 負責送澎湖縣信件的郵差，與小島居民們都打成一片。曾因為弄丟一封掛號信而欲引咎辭職，最後阿透等人幫忙找回遺失的掛號信，讓他能繼續在小島間穿梭，傳遞居民們的感情。 |

## 特別演出
| 演員   | 角色     | 人物簡介 |
| 王宗堯 | 男友     | 與品卉感情生變，使品卉傷心來到小島療傷。最後追到小島與品卉復合、帶品卉回到都市。                                         |
| 勾峰   | 吳父     | 嘉駿的父親，大企業家。                                                                                                   |
| 金玉嵐 | 曾靜芬   | 嘉駿的繼母、夏日、夏恩的親生母親。                                                                                       |
| 陳怡蓉 | 家蔚     | 與阿達私奔到島上的年輕夫妻。                                                                                             |
| 黃玉榮 | 阿達     | 與家蔚私奔到島上的年輕夫妻。                                                                                             |
| 何潤東 | 阿戰     | 黑道老大，阿透在來到島上前跟隨的大哥，為人重義氣，也有著一段遺憾的過往。                                                 |
| 郎祖筠 | 高層     | 欲收購小島，卻被夏恩誤導以為島上缺點一堆而打退堂鼓。                                                                     |
| 村田步 | 藤田由美 | 來自日本沖繩，到小島上是為了尋找與母親年輕時定情的男子，以及兩人訂情之地雙心石滬。該男子即是夏英雄，最後也與夏英雄相認。 |
| 方皓玟 |          | |

## 電視劇歌曲
| 曲別   | 歌名         | 演唱者       | 作詞   | 作曲   |
| 片頭曲 | 原味的夏天   | 邱澤         | 易家揚 | CJ     |
| 片尾曲 | 藍色愛情     | 邱澤         | 姜憶萱 | 陳建瑋 |
| 插曲   | 惦記這一些   | 邱澤         | 王文清 | 王文清 |
| 插曲   | 一滴相思的淚 | 邱澤         | 黃克恩 | 陳建瑋 |
| 插曲   | 一個人       | 邱澤         | 徐世珍 | 李珍賢 |
| 插曲   | 預約夏天     | 邱澤、方皓玟 | 綠一字 | CJ     |
| 插曲   | 20歲的界線   | 邱澤         | 邱澤   | 蔡政勳 |